# Chester Arthur Arnold
Chester Arthur Arnold (Leeton, Missouri, 25 de junho de 1901 – 1977) foi um botânico norte-americano.